# Санрайз-Біч
Санрайз-Біч (англ. Sunrise Beach) — літнє село в Канаді, у провінції Альберта, у складі муніципального району Лак-Сент-Анн.

## Населення
За даними перепису 2016 року, літнє село нараховувало 135 осіб постійного населення, показавши скорочення на 9,4%, порівняно з 2011-м роком. Середня густина населення становила 81,4 осіб/км².
З офіційних мов обидвома одночасно володіли 5 жителів, тільки англійською — 130. Усього 5 осіб вважали рідною мовою не одну з офіційних.
Працездатне населення становило 125 осіб (69,4% усього населення), рівень безробіття — 16%.

## Клімат
Середня річна температура становить 2,6°C, середня максимальна – 21,1°C, а середня мінімальна – -18,2°C. Середня річна кількість опадів – 521 мм.
| Клімат поселення                              | Клімат поселення | Клімат поселення | Клімат поселення | Клімат поселення | Клімат поселення | Клімат поселення | Клімат поселення | Клімат поселення | Клімат поселення | Клімат поселення | Клімат поселення | Клімат поселення | Клімат поселення |
| Показник                                      | Січ.             | Лют.             | Бер.             | Квіт.            | Трав.            | Черв.            | Лип.             | Серп.            | Вер.             | Жовт.            | Лист.            | Груд.            |                  |
| Середній максимум, °C                         | −6,7             | −3,56            | 0,97             | 9,00             | 14,63            | 18,83            | 21,08            | 20,84            | 15,87            | 10,79            | 1,59             | −4,02            |                  |
| Середня температура, °C                       | −12,47           | −9,33            | −4,82            | 3,22             | 8,84             | 13,07            | 15,50            | 15,26            | 10,31            | 5,23             | −3,96            | −9,61            |                  |
| Середній мінімум, °C                          | −18,24           | −15,1            | −10,58           | −2,54            | 3,08             | 7,29             | 9,93             | 9,69             | 4,74             | −0,35            | −9,55            | −15,19           |                  |
| Норма опадів, мм                              | 24               | 17               | 21               | 33               | 57               | 87               | 102              | 70               | 47               | 25               | 21               | 17               |                  |
| Середньомісячна швидкість вітру, м/с          | 3.20             | 3.30             | 3.40             | 3.69             | 3.60             | 3.30             | 3.00             | 2.90             | 3.10             | 3.40             | 3.30             | 3.28             |                  |
| Середньомісячна сонячна радіація, кДж/м²·день | 3602             | 7102             | 12302            | 17133            | 20531            | 22059            | 22277            | 18717            | 12805            | 7662             | 3901             | 2672             |                  |
| --------------------------------------------- | ---------------- | ---------------- | ---------------- | ---------------- | ---------------- | ---------------- | ---------------- | ---------------- | ---------------- | ---------------- | ---------------- | ---------------- | ---------------- |
| Джерело:                                      |                  |                  |                  |                  |                  |                  |                  |                  |                  |                  |                  |                  |                  |